# For (droit coutumier)
Pour les articles homonymes, voir For.
Le for (du bas latin « forum judicium ») est un concept juridique désignant les coutumes, privilèges ou « libertés » d'un lieu particulier.
Il recouvre diverses acceptions dans toute la péninsule Ibérique et le sud de la France (Pays Basque, Béarn, Bigorre) ainsi que dans certaines colonies portugaises. En Espagne, certains mouvements politiques, dont le plus notable est le carlisme, revendiquent la récupération des coutumes forales par les régions.
Linguistiquement[Quoi ?], sont employés les termes « fueros » (espagnol, navarro-aragonais), « furs » (catalan), foral/aforamento (portugais), « foruak » (basque) et « fòrs » (gascon). 

## Droit portugais
Au Portugal, les fors (« foral », pluriel « forais ») ont été concédés par les rois entre le XIIe et le XVIe siècles à des populations qui leur demandaient de les protéger des seigneurs, ou bien pour peupler des zones stratégiques du royaume en y attirant des habitants libres ou des anciens serfs qui ne voulaient pas retomber en servage. Les villes dotées d'un for devenaient le siège d'un territoire municipal autonome, sous la seule protection militaire et juridique royale, et n’étaient pas incorporées non plus au patrimoine domanial royal. L'expression « Alliance Roi-Peuples » désigne cette politique suivie par les rois Bourgognes[Quoi ?] d'appui à leur bourgeoisie contre la noblesse seigneuriale.
Ces villes ainsi privilégiées sont devenues rapidement les plus importantes du royaume, et ceux de leurs habitants qui avaient droit de citoyenneté (cidadãos, citoyens) pouvaient seuls élire leur administration locale, avec plusieurs droits fiscaux et de magistrature en plus. Ces villes se défendaient de la présence des nobles à leur début, mais après le XVe siècle la règle est de voir ces citoyens se confondre de plus en plus avec une nouvelle noblesse moderne, mercantile, militaire et voyageuse, mélangée à l'ancienne noblesse seigneuriale.
Avec l'expansion mondiale de l'Empire portugais au XVe siècle, le nouveau régime économique de capitalisme seigneurial d'État, ou capitalisme monopoliste royal, la centralisation totale du pouvoir royal ou de l'État accomplie dès Jean II permirent à Manuel Ier de procéder à la réforme et à l'uniformisation de tous les fors au début du XVIe siècle.
Dans l'Empire portugais, on a vu par contre à ses débuts, après 1415, la concession royale de privilèges royaux à des nobles outre-mer, entre lesquels le droit de donner des fors là où ils devenaient seigneurs, notamment au Brésil. Cette situation, cependant, sera rapidement inversée dès que le pouvoir royal arrive à se passer d'eux pour coloniser et administrer lui-même directement.
Le premier for concédé par un seigneur hors du Portugal est celui donné par le Prince Henri, duc de Viseu et Maître du Christ, à la factorie de Arguim, actuellement en Mauritanie. Le premier for royal octroyé hors d'Europe est celui concédé par Jean II en 1486 à la nouvelle ville minière fortifié de Mina, actuellement Elmina au Ghana.
Le droit a été uniformisé sous Pierre IV sur tout le territoire après la Guerre civile portugaise, en 1834, par le ministre Mouzinho da Silveira, avec l'abolition définitive des fors et l'implantation d'une administration et législation nationales unifiées.

## Droit espagnol

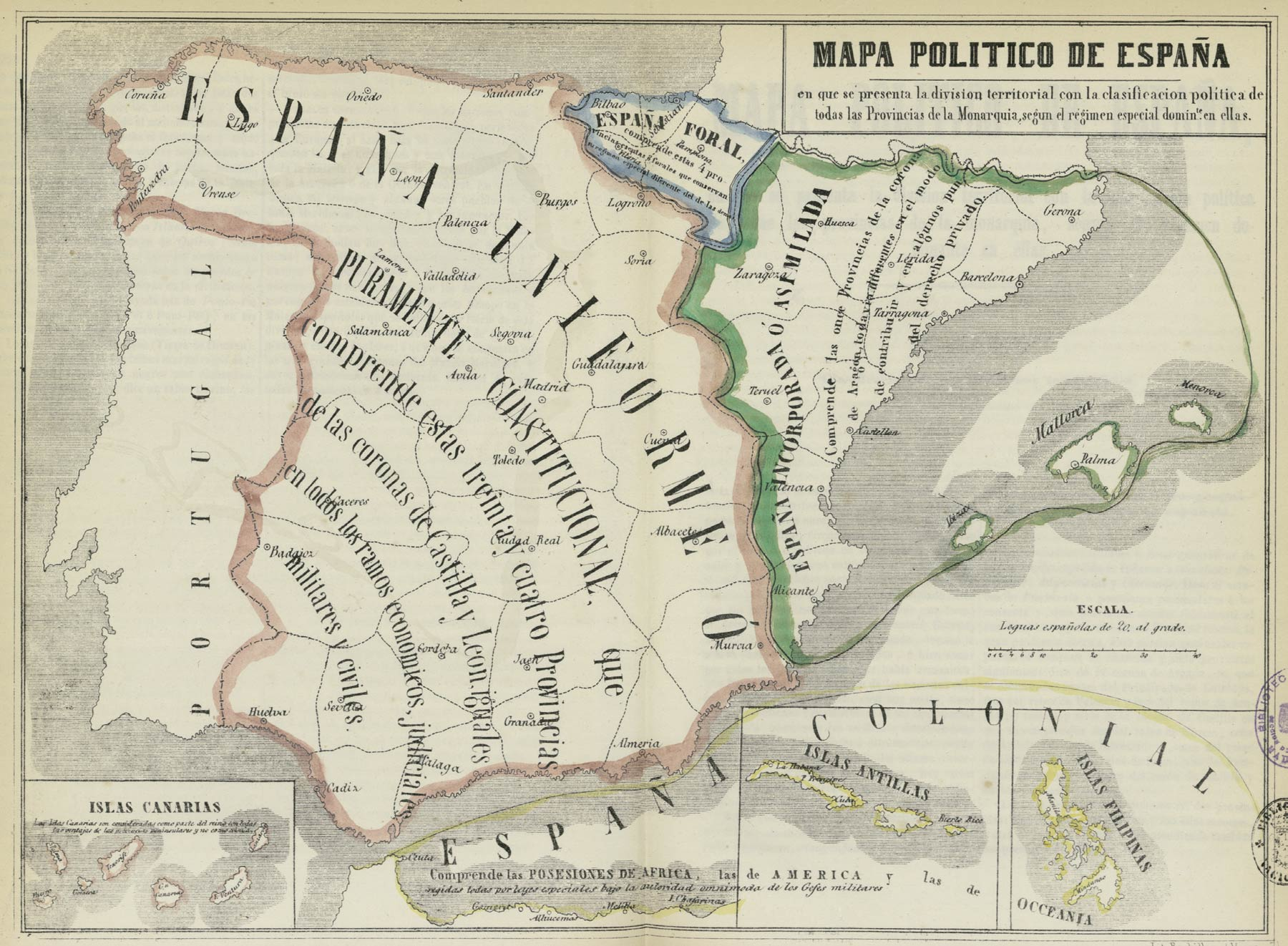
Carte du XIXe siècle montrant les extensions des différentes juridictions coutumières en Espagne.

Les fors (fueros) locaux ou municipaux correspondaient à l'ensemble des statuts juridiques suivants :
- les coutumes de chaque localité,
- les privilèges octroyés par les rois,
- l'ensemble des dispositions qui protégeaient la noblesse, le clergé, et la vassalité d'une zone.

Il s'agissait d'un pacte solennel entre les peuples et le roi, et aussi, par extension, des lois qui régissait telle ou telle contrée ou localité. Ils furent abrogés par Philippe V au début du XVIIIe siècle par le biais des décrets de Nueva Planta.

## Droit basque

### Les textes

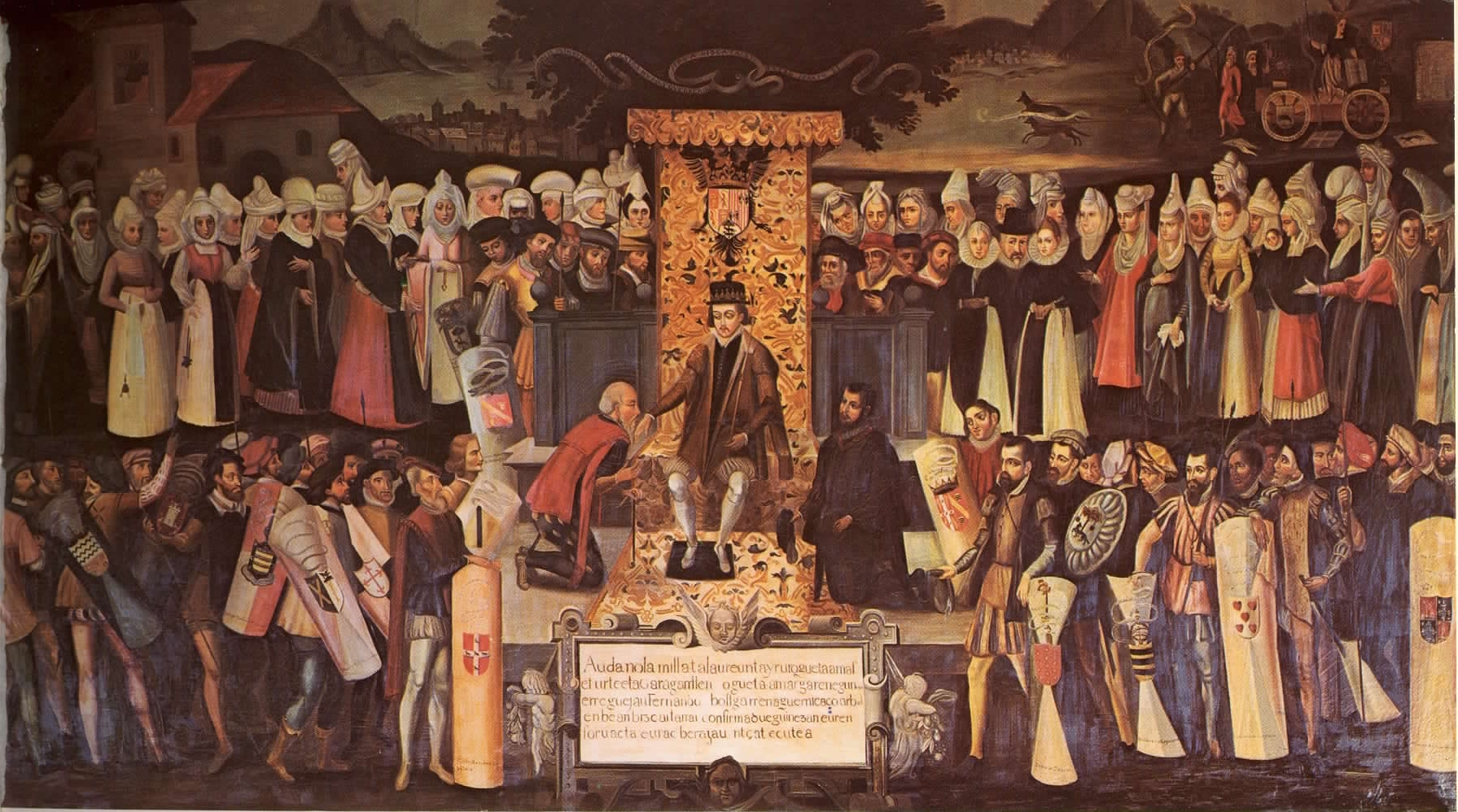
Ferdinand le Catholique à la cérémonie des fors de Guernica en 1476

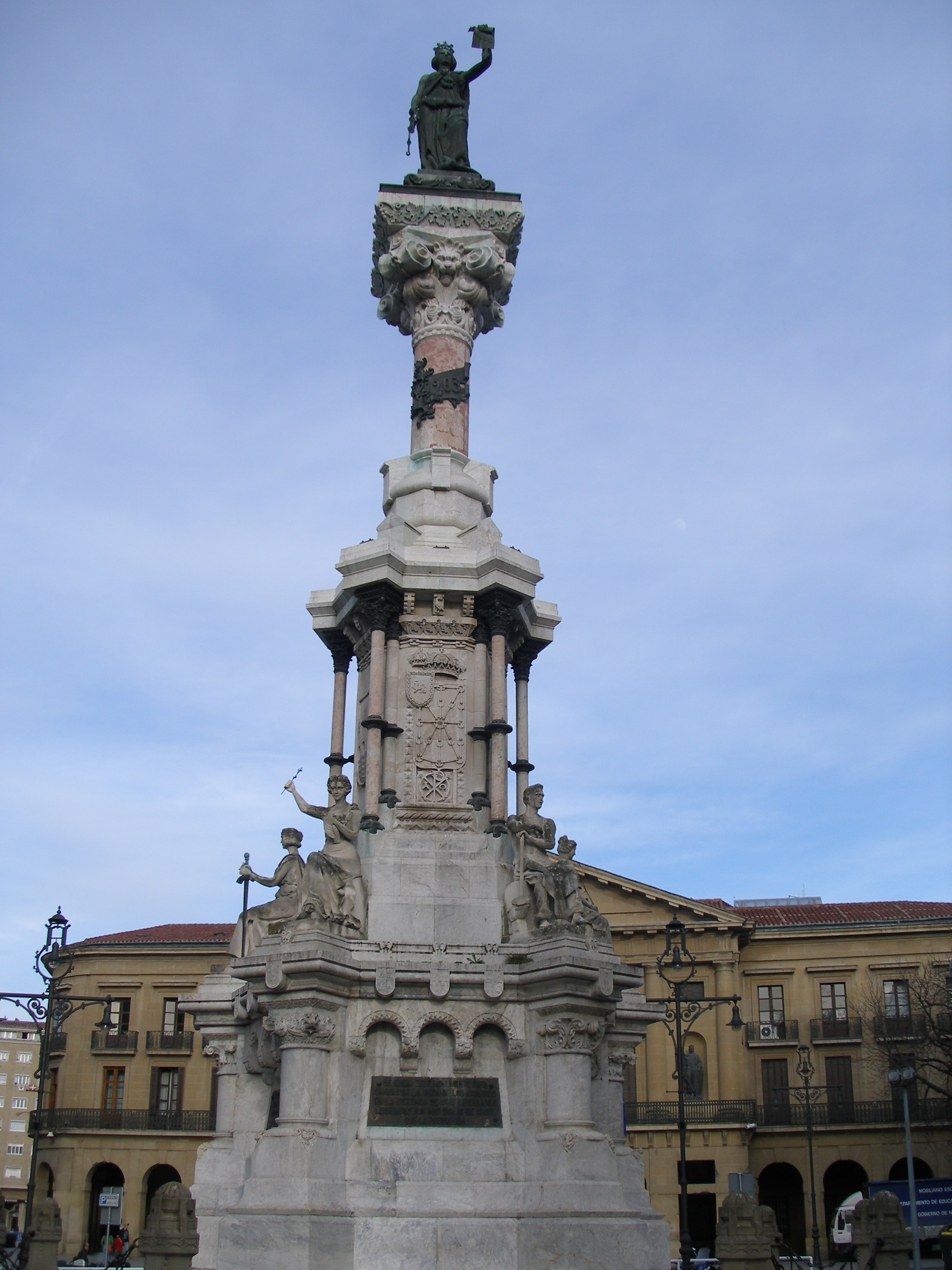
Monument consacré aux fors à Pampelune

Le For Général de Navarre (1238) est un texte constitutionnel négocié entre les seigneurs basques et leur nouveau roi  Thibaut Ier de Navarre. Ce for général se décline localement sous forme de textes précisant toutes les règles de la société : propriété, commerce, justice, etc.
Ce texte est réécrit entre 1575 et 1591 et définitivement adopté par les États de Navarre en 1601. Ce nouveau texte est beaucoup plus complet que le précédent et a une vocation à remplacer tous les textes précédents.
Ces textes furent abolis en France lors de la nuit du 4 août 1789. En Espagne, dans les faits, ces libertés furent sapées dans leurs fondements quand la loi de 1839 établit que les fors des provinces basques étaient conservées, pour autant qu'elles ne portaient pas atteinte à la Constitution espagnole. Les fors étaient alors réduits à une simple règle, modifiable à volonté par les autorités espagnoles.
Un régime foral est rétabli en Espagne dans la Communauté forale de Navarre en 1979 dans le cadre du statut d'autonomie du Pays basque.

### Leur contenu
Quand les Romains s'installèrent en 194 av. J.-C. dans l'actuel Pays basque les libertés des Basques sont assurées par des fors transmis oralement. Les premiers textes écrits datent du XIe siècle (for de Jaca en 1076). Il fallut attendre 1155 pour que les premiers fors soient collectés, écrits et signés en Navarre. Cette pratique continue de se développer jusqu'au XIIIe siècle.
Les fors protégeaient des empiètements des rois sur les privilèges des seigneurs et ceux des seigneurs sur la population. Quand ils accédaient au trône, les rois s'engageaient par serment à respecter ces fors ; ce n'est qu'ensuite qu'ils étaient reconnus par les représentants des provinces basques.
Les coutumes basques sont remarquablement protectrices des libertés individuelles, notamment en ce qui concerne les garanties judiciaires. À titre d'exemple l'article 6 de la rubrique 18 du for de Basse-Navarre de 1611, le plus récent : « Nul ne sera contraint par corps, ni assigné par ajournement personnel sans information et décret préalable, si ce n'est en cas de flagrant délit et suspicion de fuite ». Tout ceci 88 ans avant l'Habeas corpus. La torture y est également prohibée, comme l'indique la loi XII du titre 1 du Fuero Nuevo (1522) du for de Biscaye: « Pour aucun délit ou méfait, public ou privé, grand ou léger, de quelque importance ou gravité qu'il soit [...], qu'on ne soumette à la question ou qu'on ne menace de torture, directe ou indirecte, aucun Biscayen, en Biscaye ou à l'extérieur, en aucun lieu. » 
Les fors des provinces basques avaient une force juridique supérieure aux édits royaux. Si un édit royal était en contradiction avec le for provincial, l'assemblée basque apposait la formule: « se obedece pero no se cumple », c'est-à-dire « nous obéissons mais nous n'appliquerons pas ». Cette formule garantissait la liberté des provinces basques vis-à-vis des rois de France ou de Castille. Elle établissait dans les faits un statut d'union entre égaux, ou « pacte avec la couronne ».

## Fors en Béarn
Il s'agit de lois organisant une communauté et lui accordant des avantages pour favoriser sa prospérité et son développement. Les fors constituent un type de législation qui apparut d'abord en Aragon et en Navarre.
Du XIe au XIIIe siècle, les vicomtes du Béarn accordèrent des fors aux bourgs de leurs possessions. Le plus ancien for béarnais est le For d'Oloron (1080). La ville avait été détruite par les Vikings. Pour la reconstruire et attirer de nouveaux habitants, le vicomte Centulle V accorda de nombreux avantages à ces nouveaux Oloronais dont certains venaient d'Aragon.
Morlaàs alors capitale du Béarn obtient un for en 1117.
Tous les Béarnais voulant bénéficier de nouvelles libertés, le vicomte Gaston VI Moncade, en 1188, accorde un For général du Béarn. Le for limite les pouvoirs du vicomte, car lui-même est tenu de respecter la loi générale. Il règlemente aussi le pouvoir des vassaux. Les impôts sont un peu mieux répartis. En Béarn, même les nobles paient des impôts. Les villages bénéficiant du for élisent des conseils de communautés composés de jurats élus par les 
habitants. Les fors accordent une protection des droits individuels.
Les vallées de la montagne béarnaise, Ossau, Aspe, Barétous, sont à l'époque de petites républiques où les pouvoirs du vicomte sont très limités. Elles sont dirigées par des syndicats de vallées qui réunissent des représentants des familles. Ceux-ci décident de la répartition des pâturages et de l'utilisation des forêts communes. Les syndicats peuvent signer des accords, des traités avec les Aragonais ou les Navarrais : les juntes.
En 1221 pour la vallée d'Ossau, en 1222 pour la vallée d'Aspe, en 1247 pour la vallée de Barétous, le vicomte fait mettre par écrit les anciennes coutumes. Au nord des Pyrénées, le Béarn ne fut pas le seul pays à avoir des fors. Ceux de Bigorre datent de 1112. Des villages eurent leurs fors dans le Comminges, en pays de Foix, en Armagnac.

### Liens
- Les fors basques et les droits de l'homme sur lapurdum